# Synopeas subaequale
Synopeas subaequale är en stekelart som först beskrevs av Förster 1856.  Synopeas subaequale ingår i släktet Synopeas och familjen gallmyggesteklar. Inga underarter finns listade i Catalogue of Life.